# Diadelia tanganjicae
Diadelia tanganjicae är en skalbaggsart som beskrevs av Stefan von Breuning 1968. Diadelia tanganjicae ingår i släktet Diadelia och familjen långhorningar. Inga underarter finns listade i Catalogue of Life.